# Karl Holgersson (Gera)
Karl Holgersson (Gera), friherre, död 25 juli 1566, var ett svenskt riksråd. 
Karl var herre till Björkvik.

## Biografi
Karl Holgersson var son till Holger Karlsson (Gera) och Beata Nilsdotter (Grip). Han var medlem i riksrådet från 1544. 1555 organiserade han rustningarna i Östergötland, därefter i Tavastland, och utsågs senare samma år till befälhavare i Viborg. 1559 deltog han i den grupp som reste till England för att diskutera ett möjligt giftermål mellan kung Erik och drottning Elisabeth.
Karl blev 1560 lagman i Östergötlands lagsaga och 1561 "gubernator" i Småland, och upphöjdes samma år till friherrligt stånd.
Karl ligger begravd i Sankt Laurentii kyrka i Söderköping med sin hustru och sonen Holger.

### Familj
Karl Holgersson gifte sig 7 oktober 1558 med Kristina Bengtsdotter till Berghamer, dotter till riksrådet Bengt Nilsson (Färla) och Bengta Åkesdotter (Tott).
Barn
1. Beata, död något av åren 1611-1613, gift 1575 i Stockholm med friherren och riksrådet Krister Gabrielsson (Oxenstierna) (1545-1592)
2. Holger, d. 1566